# 海略 (默勒-魯姆斯達爾郡)
海略（挪威語：Herøy）是挪威的一個市镇，位於默勒-魯姆斯達爾郡。行政中心位於福斯納沃格，總面积為119.77平方公里，2010年人口為8,383人，人口密度70.9人/平方公里。